# Russellville (Ohio)
Russellville – wieś w Stanach Zjednoczonych, w stanie Ohio, w hrabstwie Brown.